# Giglberg (Sankt Wolfgang)
Giglberg ist ein Gemeindeteil  von St. Wolfgang im oberbayerischen Landkreis Erding.

## Lage
Die Einöde Giglberg liegt 0,5 Kilometer westlich der Hauptstraße des Gemeindehauptorts Sankt Wolfgang.

## Bevölkerungsentwicklung
Um 1871 gab es in Giglberg sieben Einwohner. Im Mai 1987 lebten dort sechs Einwohner in einem Wohngebäude.
| Jahr      | 1871 | 1925 | 1950 | 1970 | 1987 |
| Einwohner | 7    | 8    | 13   | 5    | 6    |